# Tom Grummett

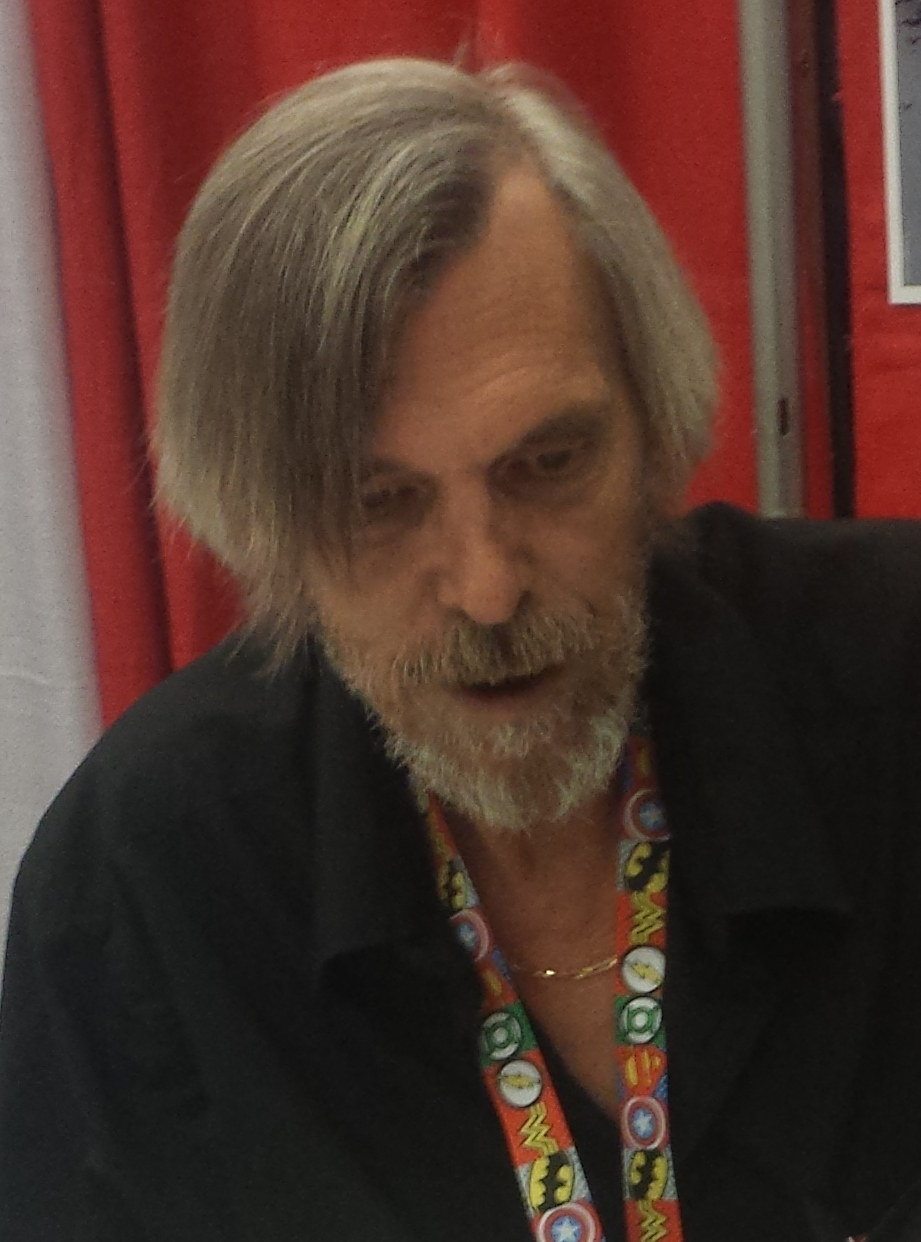
Tom Grummett

Thomas „Tom“ Grummett ist ein kanadischer Comiczeichner.

## Leben und Arbeit
Grummett, der in Saskatoon, in der kanadischen Provinz Saskatchewan lebt, begann in den 1980er Jahren als hauptberuflicher Comiczeichner zu arbeiten. Er betätigt sich dabei vor allem als Bleistiftzeichner, während er die Tusche-Überarbeitung seiner Skizzen („Inken“) in der Regel anderen Künstlern wie seinem langjährigen Partner Doug Hazlewood oder Joe Rubinstein überlässt.
Grummetts Werk konzentriert sich vor allem auf Auftragsarbeiten für US-amerikanischen Verlage wie Marvel Comics und DC-Comics sowie den inzwischen mit DC fusionierten Verlag WildStorm.
Bekannt wurde Grummett zumal durch die, von ihm und seinem häufigsten künstlerischen Partner, Autor Karl Kesel 1993 in dem Heft Adventures of Superman #501. entwickelte moderne Variante des Charakters Superboy („Kon-El“), einer der kommerziell erfolgreichsten Marken im Besitz von DC. Die Grummett-Kesel'sche Version, die die beiden in einer langjährigen Serie weiter ausdifferenzierten, ist im Kern die bis heute von DC verwendete Interpretation der Figur.
Für DC gestaltete er unter anderem Hefte der Serien Action Comics (mit Autor David Michelinie), Adventures of Superman (mit Karl Kesel), Robin (mit Chuck Dixon), Superboy (ebenfalls mit Kesel) und The New Titans (mit Marv Wolfman). Von 2005 bis 2006 zeichnete Grummett die, von Fabian Nicieza verfasste, bei Marvel Comics erscheinende Serie New Thunderbolts. Die Tuschezeichnungen erledigte Gary Erskine.
| Personendaten    | Personendaten             |
| ---------------- | ------------------------- |
| NAME             | Grummett, Tom             |
| ALTERNATIVNAMEN  | Grummett, Thomas          |
| KURZBESCHREIBUNG | kanadischer Comiczeichner |
| GEBURTSDATUM     | 20. Jahrhundert           |